# Soar (ドヨンのアルバム)
『Soar』（ソアー）は、2025年6月9日にカカオエンターテインメントから発売されたドヨンの2ndアルバム。

## 概要
- NCTのメンバー・ドヨンの2作目となるスタジオ・アルバム。
- アルバム名「Soar」は「飛翔」「急上昇」「空高く舞い上がること」を意味する。
- アルバムには「それぞれの場所で飛翔を夢見る人たちに、小さくてもしっかりとした響きとなって、立ち止まった足を再び踏み出す勇気になってほしい。音楽から『夢見る力』を得てきた自分の音楽をリスナーたちに伝えたい」というメッセージが込められている[1]。
- タイトル曲「Memory」を含めた全10曲が収録されている[1][2]。
- 6月18日、MBC MUSIC『SHOW CHAMPION』にて、タイトル曲「Memory」が、音楽番組1位を獲得[3]。昨年の「Little Light」に続き、2冠目となった[4]。

## プロモーション

### 予告編
- 5月19日、プロモーションスケジュールの予告映像「Imprinted Moments」を公開した[1]。
飛翔する翼の動きを形象化したモーションと光が拡散するような演出で、アルバム名「Soar」の意味が視覚的に込められている[1]。
- 5月20日、イントロ映像「깊은 잠（深い眠り、Wake From The Dark）」を公開した[5]。
同名の収録曲をベースに、アルバム全体の序章と曲の歌詞に込められた「目覚め」と「飛翔」というキーワードをイメージ的に表現している[5]。
壮大な雰囲気の音楽と調和した映像は、ドヨンが眠りから覚める場面や、昼と夜が交差する幻想的なイメージが交互に展開されている[5]。後半部では、舞踊の動きを通じて「目覚め」の状態を視覚化し、没入感を高めている[5]。
- 5月21日、トラックリストを公開した[6]。
アルバムのキーワードである「翼」とドヨンの姿が感性的に盛り込まれたイメージとなっている[2]。
- 5月23日より、ハイライトメドレー映像「In a Soar dream」を公開した[7]。
毎日眠りにつくたびに夢を見るドヨンが、長く大事にしたい夢を記録した夢日記をのぞき見るというコンセプト[7]。10曲の収録曲とその中に込められた多様なメッセージが、ドヨンの夢の中の話を通じて、一つの作品のように表現されている[7]。
- 5月24日より、レコーディングビハインド映像「Soar Diary」を公開した[8]。
- 5月26日、予告イメージ「Crack of Dawn」を公開した[9]。
飛翔の準備をするドヨンの姿が、純粋かつ神秘的なムードで表現されている。
- 5月28日、予告イメージ「Be My Light」を公開した[10]。
どこまでも広がる海とヨット、橋の上にたたずむドヨンの姿を通じて、世界に向かって進んでいく跳躍のイメージを写しとり、希望に満ちた雰囲気を演出している[10]。

### ミュージックビデオ
- 5月27日、収録曲「Be My Light」トラックビデオを公開した[6]。
誰かの1日に少しでも笑顔と慰めを届けたいというドヨンの気持ちを「幸運の手紙」というコンセプトでユーモラスに表現している。ドヨンが真心を込めて手紙を準備し、様々な場所に自ら手紙を届ける姿が爽やかな音楽と調和している[6]。
ドヨンが自ら「幸運の手紙」の内容を作成し、自身のシグネチャーである四つ葉のクローバーを活用しており、NCTのメンバーをはじめ、RIIZEやHearts2Heartsなどの、SMエンタテインメントのアーティストが登場し、フェイクドキュメンタリー形式で制作されている[6]。
- 6月9日、タイトル曲「Memory」ミュージックビデオを公開した。
「記憶」をテーマにしており、記憶を選択し、保存しながら生きているドヨンが徐々に混乱に陥っていくストーリーを描いており「記憶」の意味を改めて考えさせられる作品となっている[11]。

### イベント
- 6月6日・7日・8日、Sweet Spot Stageイクソンにて展示会「Listening Experience」を開催[12]。
ドヨンが直接アルバムの雰囲気を写真に収めた展示をはじめ、タイトル曲「Memory」をビジュアル映像と共に鑑賞するメディア展示、アルバムのコンセプトを表現した造形物や芸術作品を音源と共に鑑賞する視聴覚セッション、ファンが直接手紙を書く参加型空間などが多彩に構成されており、音楽と感性を立体的に体験することができる[12]。
- 6月13日・14日・15日、ソウル・蚕室体育館公演にてソロコンサート「2025 DOYOUNG CONCERT [ Doors ]」を開催[1]。本公演を皮切りに、自身2度目となるアジアツアー「2025 DOYOUNG CONCERT [ Doors ] in ASIA」をスタート[13]。
- 7月12日より、神奈川・神戸にて日本公演「2024 DOYOUNG CONCERT [ Doors ] in JAPAN」をスタート[14]。
- 10月10日・11日、インスパイア・アリーナにて、アンコールコンサートを開催予定[15]。

## 収録曲
1. Wake From The Dark（깊은 잠; 深い眠り）[2:53]
  - 作詞：eldon、재도기、MooF (MonoTree)
  - 作曲：MooF (MonoTree)、eldon、재도기
  - 編曲：MooF (MonoTree)、재도기、eldon

眠りから覚め、空へ向かって飛び立つための羽ばたきを準備する瞬間を描いたモダン・ロックジャンルの楽曲[5]。
叙情的なギターラインと温かみのあるキーボードサウンドが、世界から飛び立つ目覚めの瞬間を印象的なものとしている[5]。
2. Memory（안녕, 우주; こんにちは、宇宙）[3:03]
  - 作詞：김이나
  - 作曲：서동환
  - 編曲：서동환

時間が過ぎても共にしたすべての瞬間が、輝かしい思い出として長く残ることを願う気持ちを込めたロックジャンルの楽曲[10]。
すべてのことは過ぎ去るが、大切なものは記憶の中に積み重なって永遠に存在し、漠然とした日々の中で寄りかかることができる休憩所のような一つの宇宙となること[10]。また「一緒に過ごした人々に真心を込めて送る『またね』は、終わりではなく、自分の宇宙に留まる場所を与えてくれる温かい挨拶である」というメッセージが込められている[10]。
3. Be My Light（쏟아져오는 바람처럼 눈부시게 너란 빛이 비추더라; 降り注ぐ風のように眩しく君という光が照らしていたよ）[3:26]
  - 作詞：조원상
  - 作曲：INFX
  - 編曲：INFX

お互いの夜明けの終わりに最も青く嬉しい光になってあげたいという気持ちを、爽やかなバンドサウンドで表現した楽曲[6]。
疲れた日常の中で一筋の光のように広がる華やかな弦楽器の旋律とドヨンの伸びのあるボーカルが調和している[6]。
4. First Step（자전거; 自転車）[3:18]
  - 作詞：이수빈 (153/Joombas)
  - 作曲：이수빈 (153/Joombas)、Etham Basden、Hautboi Rich
  - 編曲：이수빈 (153/Joombas)

柔らかなピアノとジャズベース、ヴィンテージな雰囲気のストリングスが調和したボサノヴァ・ポップジャンルの楽曲で、初めて自転車に乗った瞬間の興奮と不安な気持ちを表現した[9]。
歌詞には、一度くらい道に迷っても大丈夫だというメッセージが込められている[9]。
5. Just Friends（편한 사람; 居心地のいい人）[3:48]
  - 作詞：배해 (lalala studio)、이앵두 (153joombas)
  - 作曲：Matthew Tishler、Felicia Barton、Aaron Benward
  - 編曲：Matthew Tishler

繊細なアコースティックギターサウンドが魅力的なバラード[16]。相手に気づかれない片思いの切ない気持ちを率直に打ち明ける歌詞と、ドヨンの感性的なボーカルが心に響く楽曲[16]。
6. Luminous（동경; 憧憬）[4:38]
  - 作詞：김윤아
  - 作曲：김윤아
  - 編曲：김윤아

繊細で重厚感のある鍵盤楽器から壮大な弦楽器のサウンドで盛り上がる構成を通じて感情の深さを表現したバラード[17]。ロックバンド・紫雨林のキム・ユナが、作詞・作曲・編曲を手がけている[17]。
歌詞では、自由に憧れながらも背を向けたいという内面の矛盾した感情を率直に表現し、淡々と響き渡るボーカルが深い余韻を残している[17]。
7. Still（고요; 静けさ）[4:10]
  - 作詞：윤도현
  - 作曲：윤도현、김정일
  - 編曲：유태영

叙情的なピアノと重厚感のあるストリングス、モダンなバンドサウンドが深い余韻を醸し出すポップ・ロックジャンルの楽曲[8]。現実と理想の間で絶えず迷っていた人々が、静かな心で真の自分を見つけていく過程を描いている[8]。
8. Sonnet（소네트; ソネット）[3:53]
  - 作詞：김준서
  - 作曲：김준서
  - 編曲：김준서

ドヨンの感情線に沿って展開されるギターを中心とした多彩なサウンドが印象的なモダン・ロックジャンルの楽曲[16]。
歌詞では、すべてを失ったと思った瞬間にも黙って側に居てくれた大切な人たちに感謝の気持ちを素直に伝えている[16]。
9. Sand Box [4:09]
  - 作詞：김종완
  - 作曲：김종완、고태영
  - 編曲：김종완

涼しい夜空の下でどこかに足を向けるような感覚の幻想的なモーグ・シンセサイザーにギターサウンドが調和している楽曲[18]。
10. Eternity（미래에서 기다릴게; 未来で待つよ）[3:39]
  - 作詞：eldon、재도기、MooF (MonoTree)
  - 作曲：MooF (MonoTree)、eldon、재도기
  - 編曲：MooF (MonoTree)、재도기、eldon

強烈なエレキギターが印象的なオルタナティブ・ロックジャンルの楽曲[19]。
しばらく離れていなければならない別れの痛みの代わりに、未来にまた会えるという信頼と確信を歌う[19]。

## リリース
| リリース日   | レーベル                   | 規格                 | 商品番号                             |
| ------------ | -------------------------- | -------------------- | ------------------------------------ |
| 2025年6月9日 | カカオエンターテインメント | CD                   | L700001556 （Crack of Dawn ver.）    |
| 2025年6月9日 | カカオエンターテインメント | CD                   | L700001557 （Be My Light ver.）      |
| 2025年6月9日 | カカオエンターテインメント | ミュージック・カード | L700001558 （Imprinted Memory ver.） |